# Кирил Кулишев
Кирил Кулишев Костов е български просветен деец от късното Българско възраждане в Македония.

## Биография
Кирил Кулишев е роден в македонския град Дойран, тогава в Османската империя. В учебната 1897/1898 година преподава в Солунската българска мъжка гимназия. Преподава и в Одринската българска мъжка гимназия „Доктор Петър Берон“. В 1936 година е избран в Управителния съвет на Дойранското благотворително братство.